# 栃木県立佐野東高等学校
栃木県立佐野東高等学校（とちぎけんりつ さのひがし こうとうがっこう、英: Tochigi prefectural Sano Higashi senior high school）は栃木県佐野市金屋下町にある公立の高等学校。2011年（平成23年）に男女共学となる前は栃木県立佐野女子高等学校（英: Tochigi prefectural Sano girls' senior high school）だった。女子高時代の略称は「佐女（さじょ）」。

## 概要
1907年（明治40年）2月、安蘇郡会で郡立の高等女学校設置が決議され調査を開始。4月5日、臨時の郡会を開いて高女の設置と校舎建設の意見書をまとめ、9日に文部大臣に提出。25日、文部省告示第140号で設置を認可された。
翌26日、県知事から指示があり、指示通り佐野町（現・佐野市）字水戸の佐野高等小学校（現・佐野市立佐野小学校）を翌1908年（明治41年）3月まで仮校舎として使用して開校した。
1908年6月、校地を犬伏町大字浅沼に変更した（文部省告示第183号）。

### 教育目標
佐野女子高等学校
- 女性の資質・使命を自覚し、遠く近くあるべき未来を見つめつつ、豊かな個人の完成につとめ、社会の進歩に寄与する人になる。

佐野東高等学校
- 豊かな教養と高い知性を備え、心身ともに健全で優れた品性を身につけ、社会の発展に寄与する人間の育成

## 通学者
主に佐野市および足利市の出身者が多いが、栃木市南部（旧岩舟町、旧藤岡町）からの通学者もいる。
かつては安足学区（佐野市と足利市の2市で構成されていた）に属しており、学区外からの入学は定員の25%までしか認められていなかった。学区制度は2014年度入試（2015年度入学生）より廃止された。

## 沿革

### 年表
- 1907年（明治40年） - 高等女学校令による高等女学校「安蘇郡立佐野高等女学校」として開校
- 1919年（大正8年） - 「栃木県佐野高等女学校」と改称
- 1923年（大正12年） - 郡制の廃止に伴い[2]、県に移管され「栃木県立佐野高等女学校」と改称[5]
- 1948年（昭和23年） - 学制改革に伴い、新制の高校「栃木県立佐野女子高等学校」となる
- 2010年（平成22年） - 家政科の募集停止
- 2011年（平成23年） - 男女共学となり、「栃木県立佐野東高等学校」となる。宇都宮大学教育学部が提供する高大連携科学実験講座がサイエンス・パートナーシップ・プロジェクト（SPP）のプラン初Aに採択される[6]

## 基礎データ

### 所在地
栃木県佐野市金屋下町12
- 同窓会「八千代会」が要望し、付近の道路（高校の正門から金屋仲町交差点まで）を「佐女高通り」と名付けられた。また、付近には佐野市立佐野小学校がある。

### 交通アクセス

#### 鉄道
- JR・東武鉄道佐野駅より徒歩約10分

### 象徴
葉聖里の木
佐野東高校のシンボルが、校内敷地にある大木のクスノキ。その姿がパセリに似ていたことから、いつの頃からか「葉聖里（パセリ）の木」と呼ばれるようになった。
また、2006年第二体育館正面に、寄贈された「楷（かい）の木」が植えられた。この木は、中国の孔子が関係していることから、学問の木として生徒たちに親しまれている。そのため、大学入試センター試験の前に“神頼み”で参拝者もいる。

## 部活動
運動部
- 野球部
- 弓道部
- 剣道部
- サッカー部
- ソフトテニス部
- ソフトボール部
- 卓球部
- ダンス部
- バスケットボール部
- バドミントン部
- バレーボール部
- ウォータースポーツ部

カヌー班　ボート班
- 陸上競技部

文化部
- 英語部
- 演劇部
- コーラス部
- 服飾部
- 書道部
- 茶華道部
- 吹奏楽部
- 箏曲部
- 美術部
- 文芸部
- 理科研究部

## 高校関係者と組織

### 関連団体
同窓会の名称は「八千代会」。八千代会では当初、家政科の募集停止と共学化に反対の声が多かったが、「伝統を引き継いだ新しい学校」づくりに向けた働きかけをすることでまとまった。

### 高校関係者一覧（著名な出身者）
- 京塚昌子 - 女優